# قرار مجلس الأمن التابع للأمم المتحدة رقم 507
قرار مجلس الأمن التابع للأمم المتحدة رقم 507، الذي تم تبنيه بالإجماع في 28 مايو 1982، بعد دراسة تقرير لجنة مجلس الأمن بشأن سيشيل المعتمدة في القرار 496 (1981)، أعرب المجلس عن قلقه إزاء محاولة الانقلاب في نوفمبر 1981 في سيشيل من قبل مرتزقة أجانب، بمن فيهم مايك هور، المدعوم من جنوب إفريقيا، وما تلاه من اختطاف لطائرة تابعة لشركة طيران الهند.
وأدان المجلس بشدة عدوان المرتزقة على سيشيل واختطاف الطائرات، مؤكداً أنه يقف ضد التدخل الخارجي في الشؤون الداخلية لدولة عضو. وأثنى القرار على سيشيل لصدها الهجوم، مكرراً القرار 239 (1967) ضد استخدام المرتزقة لمهاجمة دولة عضو أخرى.
وانتهى القرار بتشكيل لجنة خاصة برئاسة فرنسا للإشراف على أموال التنمية لإصلاح الأضرار التي لحقت بجزر سيشل وضمان إعادة البناء الاقتصادي. كما طلب إلى الأمين العام مساعدة الصندوق ومدد ولاية التحقيق في الأحداث بحلول 15 آب / أغسطس 1982.